# Польша на конкурсе молодых музыкантов «Евровидение»
Польша участвовала в конкурсе 13 раз, но только 9 раз смогла пробиться в финал. Дебют страны состоялся в первом конкурсе 1992 года.
Польша является одной из успешных стран на конкурсе молодых музыкантов «Евровидения». За всю историю конкурса она побеждала 3 раза.

## Участники
Легенда
     Победитель
     Второе место
     Третье место
     Прошла в финал
     Не прошла в финал
     Не участвовала или была дисквалифицирована
     Несостоявшийся конкурс
| Год                   | Место проведения | Участник            | Инструмент      | Финал           | Полуфинал           |
| --------------------- | ---------------- | ------------------- | --------------- | --------------- | ------------------- |
| 1992                  | Брюссель         | Бартломей Низил     | скрипка         | 1               | прошёл              |
| 1994                  | Варшава          | Лукаш Ширнер        | виолончель      | не прошел       | не прошел           |
| 1996                  | Лиссабон         | Мария Новак         | скрипка         | —               | прошла              |
| Не участвовала в 1998 |                  |                     |                 |                 |                     |
| 2000                  | Берген           | Станислав Дзевецкий | Фортепиано      | 1               | прошёл              |
| 2002                  | Берлин           | Петр Ясурковский    | скрипка         | —               | прошел              |
| 2004                  | Люцерн           | Агнешка Гржибовска  | перкуссия       | —               | прошла              |
| 2006                  | Вена             | Яцек Кортус         | Фортепиано      | не прошел       | не прошел           |
| 2008                  | Вена             | Март Ковальчик      | скрипка         | не прошел       | не прошел           |
| 2010                  | Вена             | Бартош Гловацкий    | аккордеон       | —               | прошёл              |
| 2012                  | Вена             | Ягода Кшеминьска    | флейта          | —               | прошла              |
| 2014                  | Кёльн            | Бартош Kołsut       | аккордеон       | —               | прошёл              |
| 2016                  | Кёльн            | Лукаш Дичко         | саксофон        | 1               | прошёл              |
| 2018                  | Эдинбург         | Марта Хлебицка      | флейта          | не прошла       | не прошла           |
| 2020                  | Загреб           | Конкурс отменен     | Конкурс отменен | Конкурс отменен | Конкурс отменен     |
| 2022                  | Монпелье         | Милена Пиорунская   | скрипка         | —               | Полуфиналов не было |

## Как принимающая страна
| Год  | Город   | Арена                              | Ведущие    | Дирижёр      |
| ---- | ------- | ---------------------------------- | ---------- | ------------ |
| 1994 | Варшава | Варшавская национальная филармония | Неизвестно | Ежи Катлевич |